# Tōru Miyamoto (Fußballspieler)
Tōru Miyamoto (japanisch 宮本 亨 Miyamoto Tōru; * 3. Dezember 1982 in der Präfektur Yamaguchi) ist ein ehemaliger japanischer Fußballspieler.

## Karriere
Miyamoto erlernte das Fußballspielen in der Schulmannschaft der Shimonoseki Chuo Technical High School. Seinen ersten Vertrag unterschrieb er 2001 bei den Avispa Fukuoka. Der Verein spielte in der höchsten Liga des Landes, der J1 League. Am Ende der Saison 2001 stieg der Verein in die J2 League ab. 2005 wurde er mit dem Verein Vizemeister der J2 League und stieg in die J1 League auf. Am Ende der Saison 2006 stieg der Verein wieder in die J2 League ab. Für den Verein absolvierte er 177 Ligaspiele. 2009 wechselte er zum Ligakonkurrenten Tochigi SC. Für den Verein absolvierte er 26 Ligaspiele. 2011 wechselte er zum Ligakonkurrenten Giravanz Kitakyushu. Für den Verein absolvierte er 125 Ligaspiele. Ende 2015 beendete er seine Karriere als Fußballspieler.